# Anomala vellicata
Anomala vellicata är en skalbaggsart som beskrevs av Ohaus 1915. Anomala vellicata ingår i släktet Anomala och familjen Rutelidae. Inga underarter finns listade i Catalogue of Life.